# Hühnerberg (Velká Střelná)
Hühnerberg je zaniklá německá horská osada, patřící k zaniklé vesnici Velká Střelná. Hühnerberg, byl založen v roce 1785 a nachází se jihozápadně od kopce Slepičí vrch nad Hühnerberským potokem, ve vojenském újezdu Libavá, v Oderských vrších v okrese Olomouc v Olomouckém kraji. V roce 1945 měla osada 10 domů. Osada zanikla s vysídlením německého obyvatelstva z Československa v roce 1946 a následným vznikem vojenského prostoru.
Na místě lze nalézt malé zbytky vojenských železobetonových objektů. Armáda České republiky zřídila u Hühnerbergu cvičné tankové cesty vedoucí až ke Slepičímu vrchu.
Západně pod Hühnerbergem teče potok Lichnička.
Vzhledem k tomu, že místo se nachází ve vojenském prostoru, tak je přístupné jen s povolením.

## Galerie

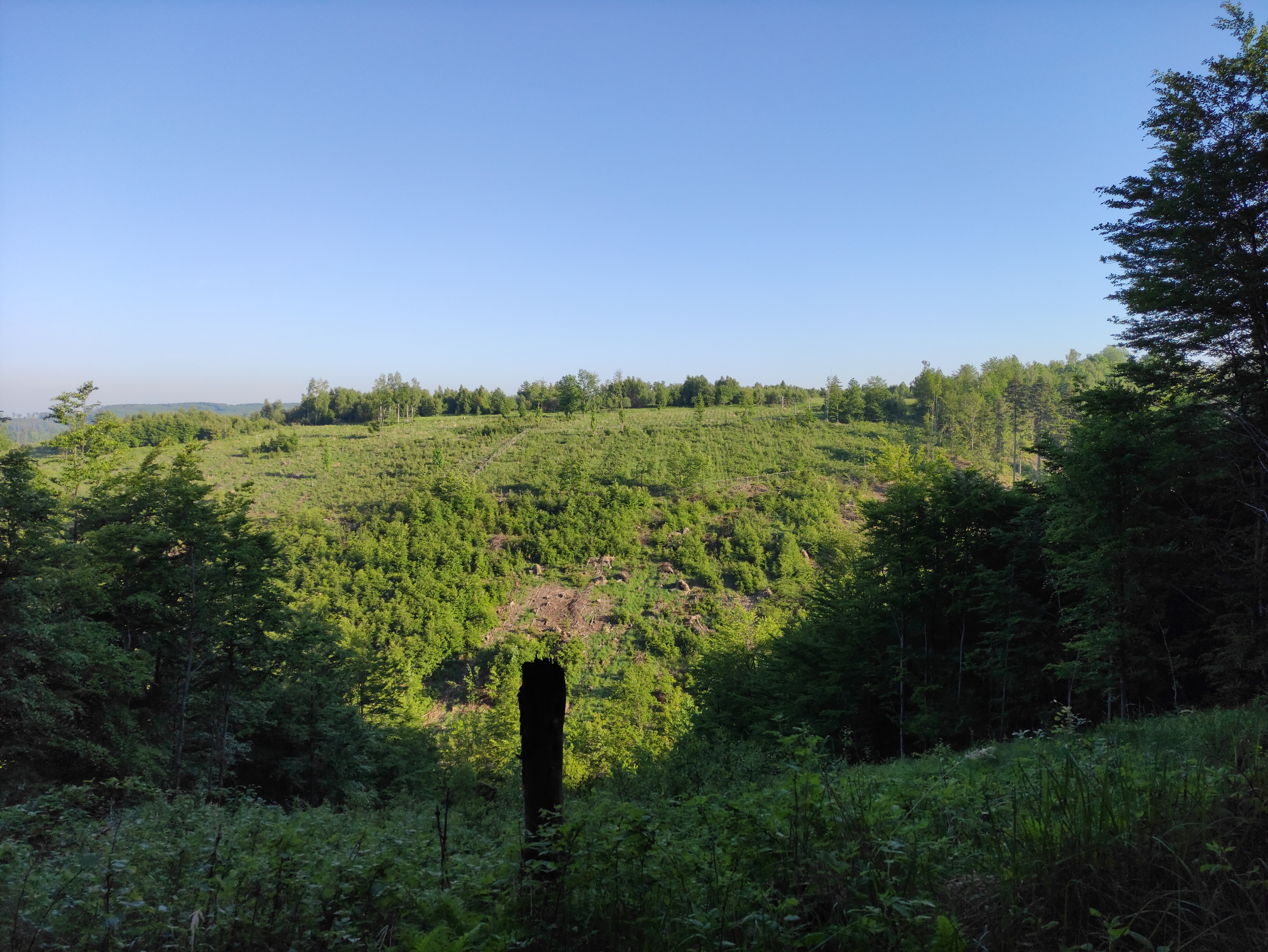
pohled na Hühnerberg z jihu
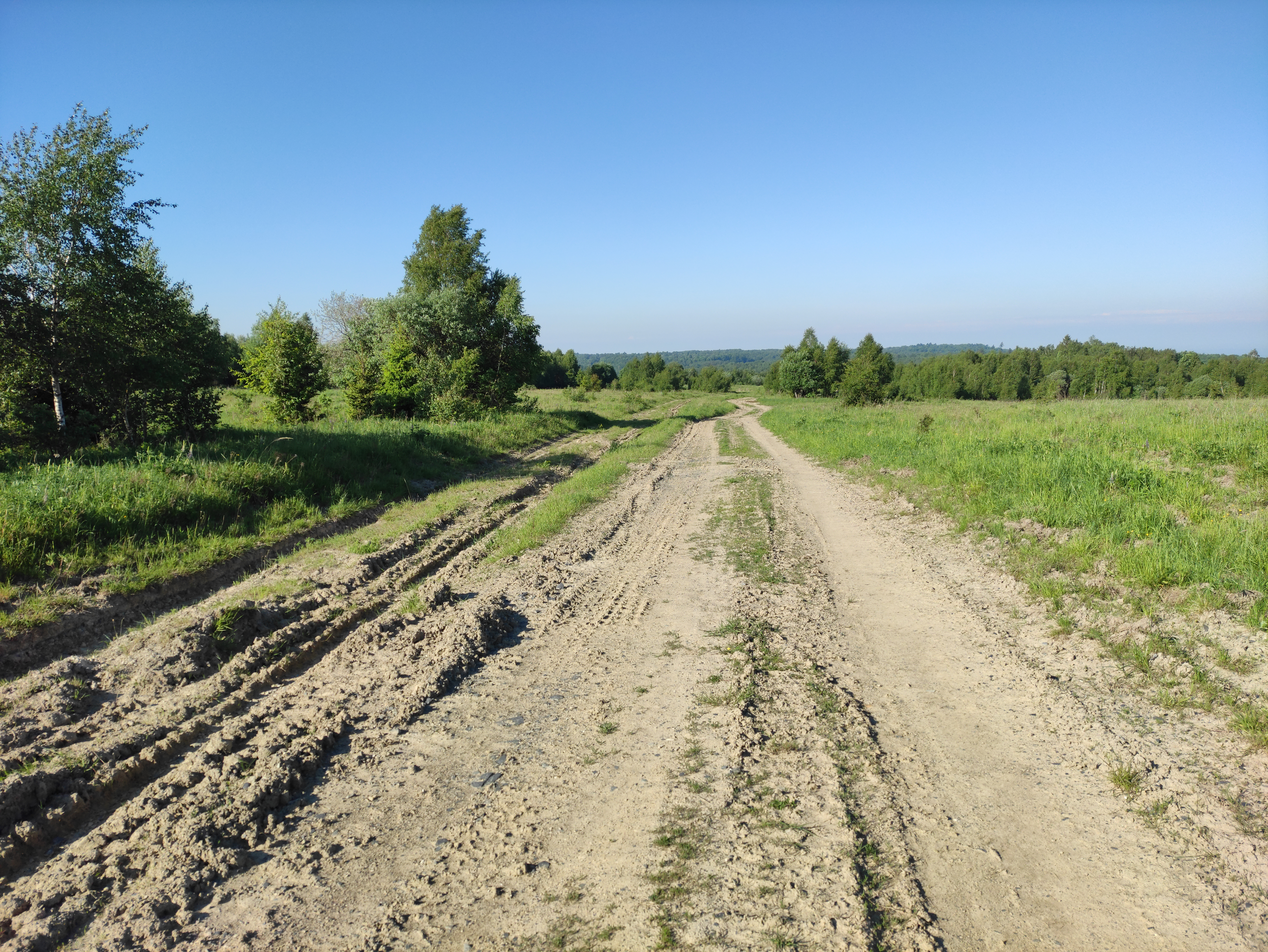
Tanková cesta, Hühnerberg
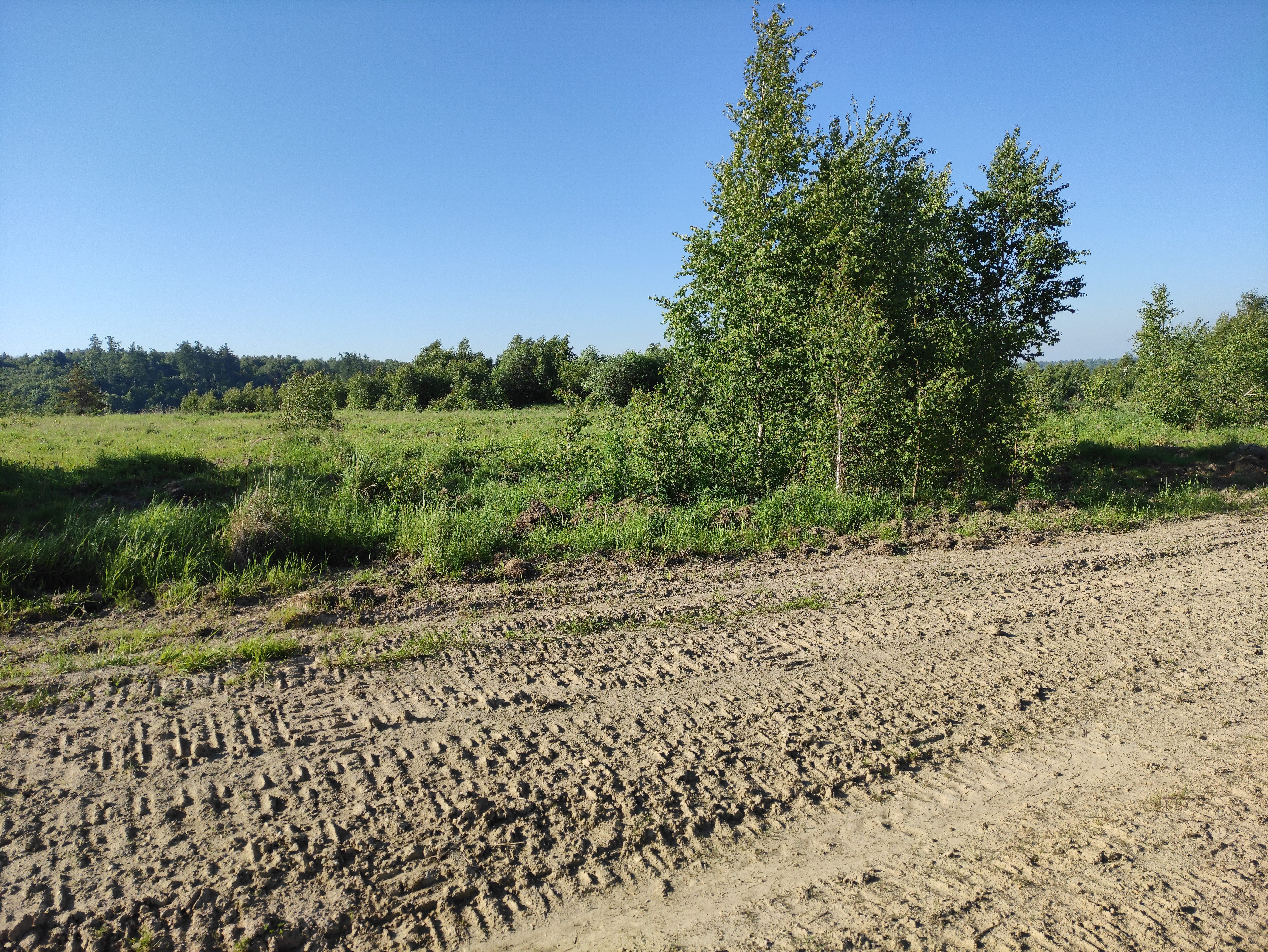
Hühnerberg, pohled z tankové cesty